# Varoška Rijeka
Varoška Rijeka – wieś w Bośni i Hercegowinie, w Federacji Bośni i Hercegowiny, w kantonie uńsko-sańskim, w gminie Bužim. W 2013 roku liczyła 5400 mieszkańców, z czego większość stanowili Boszniacy.